# Kosel, Schleswig-Holstein
Kosel är en kommun och ort i Kreis Rendsburg-Eckernförde i förbundslandet Schleswig-Holstein i Tyskland.
Kommunen ingår i kommunalförbundet Amt Schlei-Ostsee tillsammans med ytterligare 18 kommuner.